# 프라이징

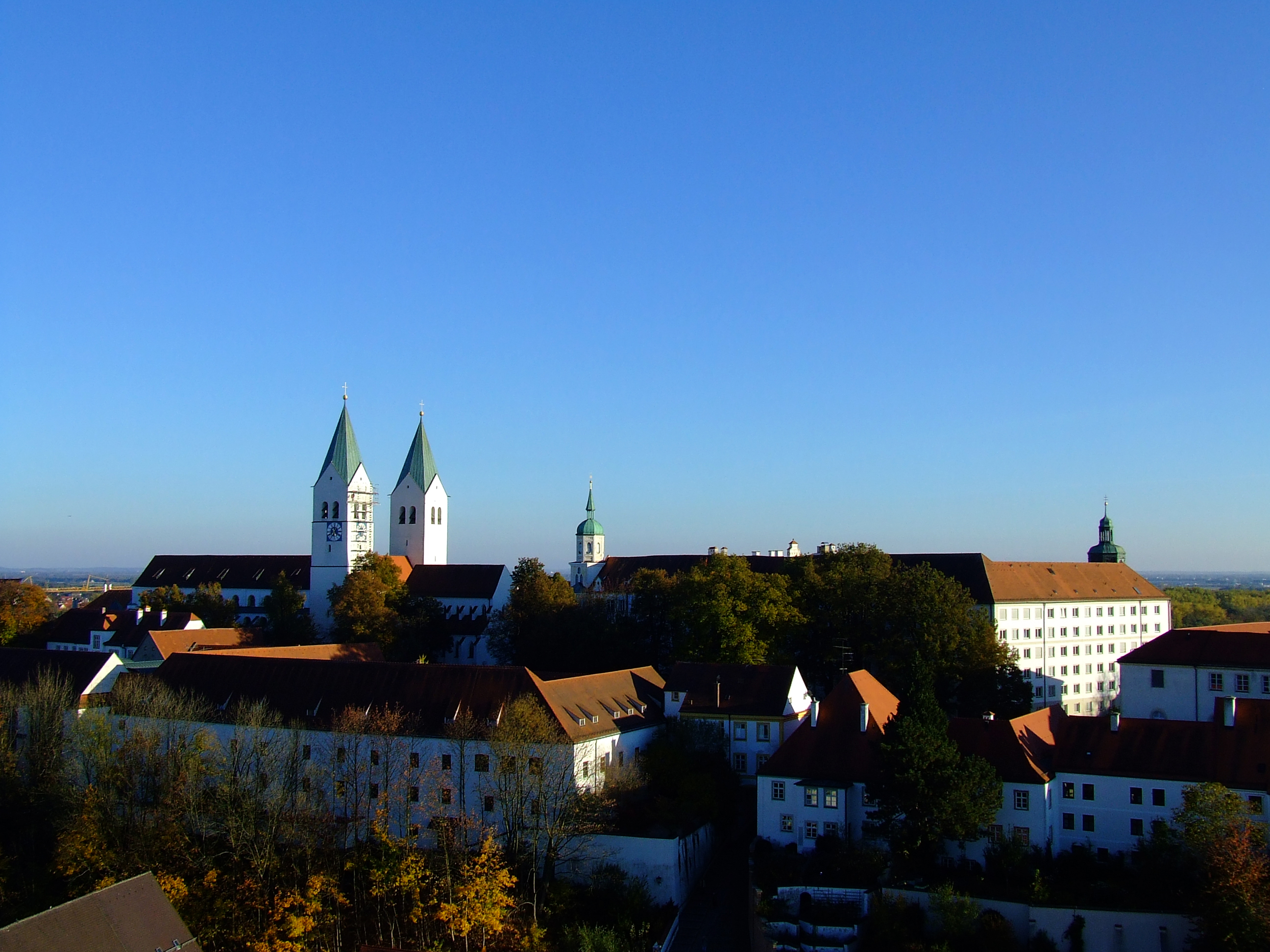

프라이징(독일어: Freising)은 독일 남부 바이에른주에 있는 도시이다.
뮌헨에서 동북쪽 40km 지점에 위치하며, 이자르강에 면한다. 성 코르비니아노가 건설하기 시작하여 739년 가톨릭 교구가 이 곳에 설립된 후 오랫동안 바이에른주의 종교 중심지였다. 19세기 초까지 프라이징 주교는 일대를 실질적으로 통치하는 등 강력한 권한을 행사했다. 1803년 세속화되어 주교령이 폐지되었다가, 1818년 뮌헨과 함께 공동 대교구로 승격, 현재 뮌헨 프라이징 대교구로 이어지고 있다. 프라이징 대성당은 뮌헨의 프라우엔 대성당과 함께 뮌헨 프라이징 대교구의 공동 주교좌 성당이며, 12세기에 로마네스크 양식으로 건립되기 시작하였다. 성 코르비니아노의 유해가 묻혀 있기도 하다. 이외에도 오래된 성당과 수도원 건물이 많다. 뮌헨 국제공항이 부근에 있다.

## 자매 도시
- 오스트리아 Obervellach (1963)
- 이탈리아 Innichen (1969)
- 오스트리아 Maria Wörth (1978)
- 오스트리아 바이트호펜안데어입스 (1986)
- 프랑스 Arpajon (1991)
- 슬로베니아 슈코피아로카 (2004)